# Polyvena
Polyvena é um gênero extinto de mariposas pertencente à família Tortricidae. Contém apenas uma espécie (Polyvena horatius) que foi descrita a partir de âmbar dominicano.